# Prince Frederick
Prince Frederick é uma Região censo-designada localizada no estado americano de Maryland, no Condado de Calvert.

## Demografia
Segundo o censo americano de 2010, a sua população era de 2538 habitantes.

## Geografia
De acordo com o United States Census Bureau tem uma área de
8,4 km², dos quais 8,4 km² cobertos por terra e 0,0 km² cobertos por água. Prince Frederick localiza-se a aproximadamente 45 m acima do nível do mar.

## Localidades na vizinhança
O diagrama seguinte representa as localidades num raio de 16 km ao redor de Prince Frederick.